# Collin Veijer
Collin Veijer,  né le 19 février 2005 à Staphorst, est un pilote de vitesse moto Néerlandais. Il est engagé en Championnat du Monde Moto3 depuis 2023 au sein de l'équipe Liqui Moly Husqvarna Intact GP.

## Carrière
Veijer fait ses débuts en Championnat du monde lors de la saison 2023. Il roule pour le team Liqui Moly Husqvarna Intact GP, l'équipe officielle de la marque suédoise en Moto3, faisant équipe avec l'expérimenté japonais Ayumu Sasaki .
A l'occasion du Grand Prix de Malaisie il devient le premier vainqueur néerlandais en Grand Prix depuis la victoire d'Hans Spaan en 125cc lors du Grand Prix de Tchécoslovaquie 1990 soit depuis 33 ans et 78 jours auparavant.

## Résultats en Grand Prix

### Par saison
(Mise à jour après le Grand Prix moto d'Italie 2024)
| Saison | Catégorie | Moto      | Equipe                         | GP | Victoire | Podium | Pole | M.Tour | Pts | Pos. |
| ------ | --------- | --------- | ------------------------------ | -- | -------- | ------ | ---- | ------ | --- | ---- |
| 2023   | Moto3     | Husqvarna | Liqui Moly Husqvarna Intact GP | 19 | 1        | 2      | 2    | 1      | 149 | 7e   |
| 2024   | Moto3     | Husqvarna | Liqui Moly Husqvarna Intact GP | 7  | 1        | 3      | 0    | 1      | 95* | 3e*  |
| Total  | Total     | Total     | Total                          | 26 | 2        | 5      | 2    | 2      | 244 |      |

### Par catégorie
(Mise à jour après le Grand Prix moto d'Italie 2024)
| Catégorie | Saison       | 1er GP        | 1er Podium     | 1re victoire  | GP | Victoire | Podium | Pole | M.Tour | Pts | Titre |
| --------- | ------------ | ------------- | -------------- | ------------- | -- | -------- | ------ | ---- | ------ | --- | ----- |
| Moto3     | 2023–présent | Portugal 2023 | Thaïlande 2023 | Malaisie 2023 | 26 | 2        | 5      | 2    | 2      | 244 | 0     |
| Total     | 2023–présent | 2023–présent  | 2023–présent   | 2023–présent  | 26 | 2        | 5      | 2    | 2      | 244 | 0     |

### Par courses
(Les courses en gras indiquent une pole position; les courses en italiques indiquent un meilleur tour en course)
| Année | Catégorie | Moto      | 1      | 2      | 3       | 4      | 5      | 6     | 7       | 8     | 9     | 10    | 11      | 12    | 13      | 14     | 15    | 16    | 17    | 18    | 19     | 20    | Pos | Pts |
| ----- | --------- | --------- | ------ | ------ | ------- | ------ | ------ | ----- | ------- | ----- | ----- | ----- | ------- | ----- | ------- | ------ | ----- | ----- | ----- | ----- | ------ | ----- | --- | --- |
| 2023  | Moto3     | Husqvarna | POR 12 | ARG 22 | AME 13  | SPA 23 | FRA 15 | ITA 6 | GER Ret | NED 7 | GBR 9 | AUT 4 | CAT DNS | RSM 5 | IND Ret | JPN 11 | INA 4 | AUS 4 | THA 3 | MAL 1 | QAT 10 | VAL 4 | 7e  | 149 |
| 2024  | Moto3     | Husqvarna | QAT 5  | POR 4  | AME Ret | ESP 1  | FRA 3  | CAT 4 | ITA 3   | NED   | GER   | GBR   | AUT     | ARA   | RSM     | KAZ    | INA   | JPN   | AUS   | THA   | MAL    | VAL   | 3e  | 95  |

∗ Saison en cours.

## Palmarès

### Victoires en Moto3: 2
| Année | Lieu du Grand Prix          | Circuit                         | Ville                |
| ----- | --------------------------- | ------------------------------- | -------------------- |
| 2023  | Grand Prix moto de Malaisie | Circuit international de Sepang | Sepang               |
| 2024  | Grand Prix moto d'Espagne   | Circuit de Jerez                | Jerez de la Frontera |